# Kreissparkasse Düsseldorf

Historisches Logo

Die Kreissparkasse Düsseldorf ist eine öffentlich-rechtliche Sparkasse mit Sitz in der nordrhein-westfälischen Landeshauptstadt Düsseldorf. Das Geschäftsgebiet umfasst die Städte Erkrath, Heiligenhaus, Mettmann und Wülfrath.

## Organisationsstruktur
Die Kreissparkasse Düsseldorf ist eine Anstalt des öffentlichen Rechts. Rechtsgrundlagen sind das Sparkassengesetz des Landes Nordrhein-Westfalen und die durch den Verwaltungsrat der Sparkasse erlassene Satzung. Organe der Sparkasse sind der Vorstand und der Verwaltungsrat. Ihre Standorte befinden sich in Düsseldorf (Hauptstelle in der Kasernenstraße 69), in Erkrath (Beratungs-Center in der Bahnstraße und Hochdahler Markt, Geschäftsstelle Neuenhausplatz, SB-Filialen Bergstraße, Professor-Sudhoff-Straße), in Mettmann (Beratungs-Center am Jubiläumsplatz und Am Rathaus, Geschäftsstellen Stübbenhauser Straße, SB-Filialen Florastraße, Eidamshauser Straße), in Wülfrath (Beratungs-Center in der Goethestraße, Geschäftsstelle Düssel, SB-Filiale Fliethe) und in Heiligenhaus (Beratungs-Center in der Hauptstraße, Geschäftsstelle Selbeck, SB-Filiale Hetterscheidt).

## Geschäftsausrichtung und Geschäftserfolg

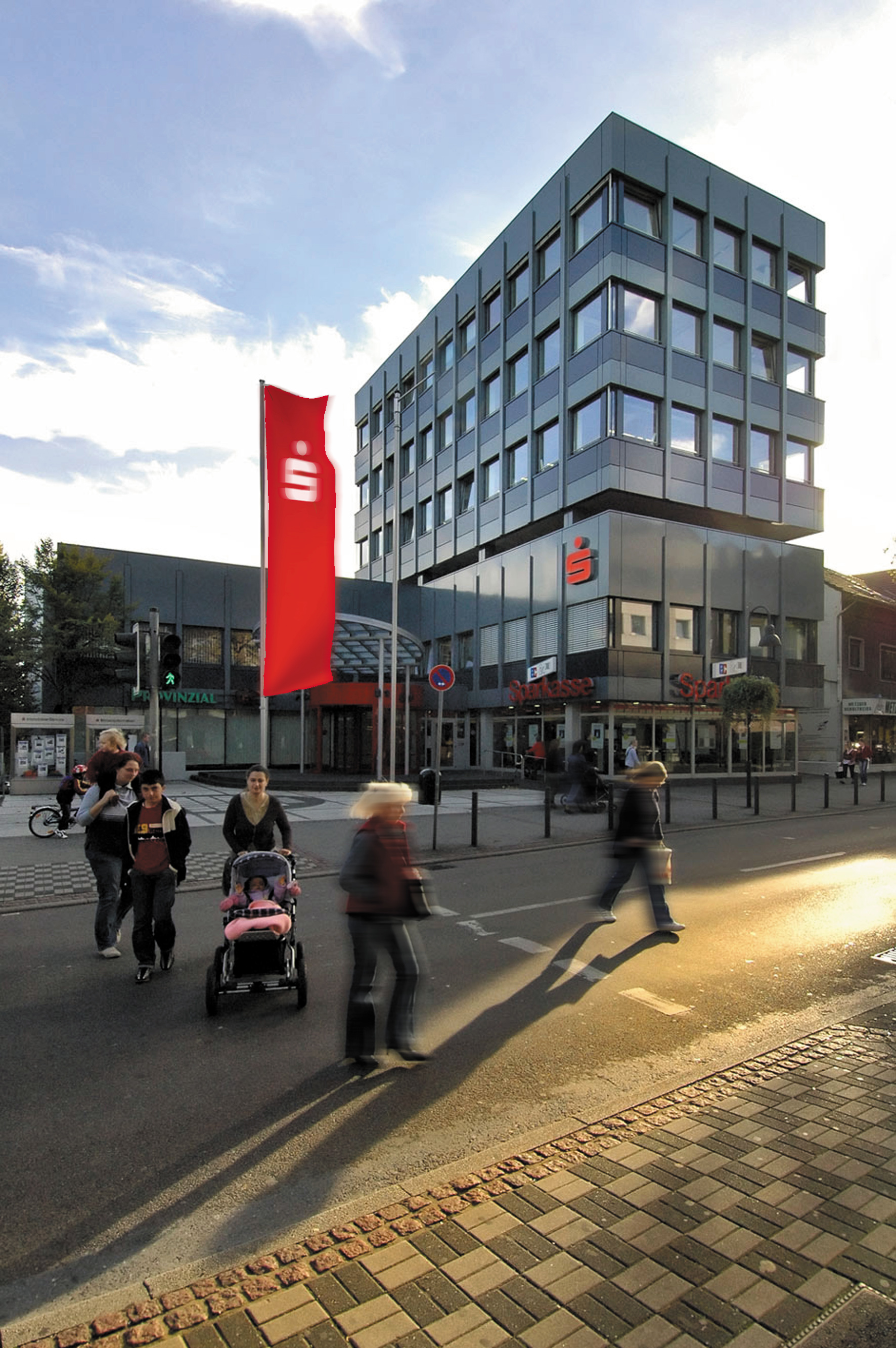
Filialdirektion in Heiligenhaus

Die Kreissparkasse Düsseldorf wies im Geschäftsjahr 2023 eine Bilanzsumme von 3,102 Mrd. Euro aus und verfügte über Kundeneinlagen von 2,533 Mrd. Euro. Gemäß der Sparkassenrangliste 2023 liegt sie nach Bilanzsumme auf Rang 157. Sie unterhält 18 Filialen/Selbstbedienungsstandorte und beschäftigt 471 Mitarbeiter. Als Sparkasse betreibt sie das Universalbankgeschäft.
Im Verbundgeschäft arbeitet die Sparkasse mit der Helaba, der Rheinischen Landesbausparkasse, der DekaBank, der Deutschen Leasing und der Provinzial zusammen. Mit ihrer dezentralen Struktur ist die Kreissparkasse Düsseldorf Marktführer in Erkrath, Heiligenhaus, Mettmann und Wülfrath. In Düsseldorf steht sie im Wettbewerb mit verschiedenen Kreditinstituten.

## Gesellschaftliches Engagement
Neben ihrer Funktion als Geldinstitut engagiert sich die Kreissparkasse Düsseldorf auch für gesellschaftliche, wohltätige und kulturelle Zwecke in Düsseldorf und im Kreis Mettmann. Sie unterstützt die Bürger im sozialen Bereich, fördert das Brauchtum, die Bildung und den Sport sowie das kulturelle Leben in der Region.
Die Stiftung der Kreissparkasse Düsseldorf wurde 1997 mit dem Ziel gegründet, das kulturelle, gesellschaftliche, sportliche oder auch soziale Leben in Mettmann, Erkrath und Wülfrath zu fördern. Beispiele sind die regelmäßige Unterstützung von Konzerten (wie Festival ME against racism oder Erkrather Jazzsommer) und dem Open-Air-Kino am Zeittunnel in Wülfrath, die Förderung des Naturschutzes und der Umwelterziehung im Naturschutzgebiet Bruchhausen sowie die Stiftung des Promotionspreises der Wirtschaftswissenschaftlichen Fakultät der Heine-Universität Düsseldorf.
Die Heiligenhauser Sparkassenstiftung geht hervor aus der 2000 gegründeten Stiftung der Sparkasse Heiligenhaus. Die Stiftungserträge werden zur Förderung von Kunst, Kultur (z. B. Adventskonzert Lille Juleaften), Denkmalpflege, Bildung und Erziehung (Deutschlandstipendium am Campus Heiligenhaus der Hochschule Bochum), Jugend- und Seniorenhilfe, Brauchtumspflege und Naturschutz in Heiligenhaus genutzt.
Zusätzlich zu den Erträgen aus ihren beiden Stiftungen fördert die Kreissparkasse Düsseldorf durch Sponsoring, Spenden und den PS-Zweckertrag verschiedene Zwecke. Das Fördervolumen für regionale gemeinnützige Vereine und Einrichtungen betrug im Jahre 2023 rund 465.000 Euro.

## Geschichte

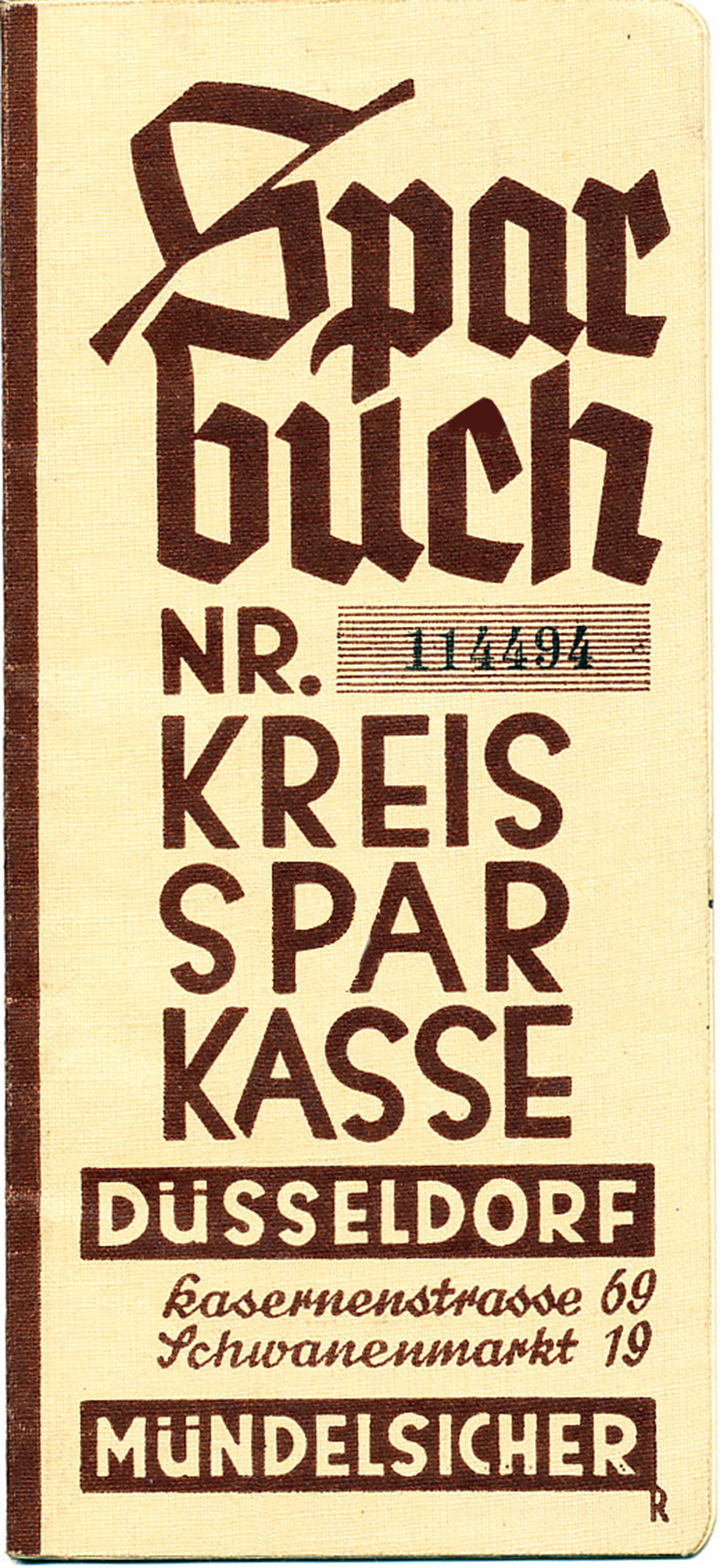
Historisches Sparbuch

Am 1. April 1905 gründete der Landkreis Düsseldorf in der Kasernenstraße 69 die „Sparkasse des Landkreises Düsseldorf“. Das erste Geschäftslokal war ein einziges kleines Zimmer mit einem Kontenschrank und einem Beamten: Rendant Eduard Nottbeck. Als sein Gegenbuchführer fungierte der damalige Kreisausschuss-Sekretär Lechtenberg. Im ersten Jahr waren aus 63.000 Mark Einlage am Gründungstag 1,5 Millionen geworden, am Ende des Jahres 1912 fast 14 Millionen, die von 7.769 Sparern stammten. Bis etwa Mitte der Zwanziger Jahre verfügte die Kreissparkasse neben ihrer Düsseldorfer Hauptstelle über einige Außenstellen in Angermund, Hubbelrath, Huckingen, Lintorf und Mündelheim.
Im Zuge der kommunalen Neugliederung erfolgte 1929 der Zusammenschluss der Landkreise Düsseldorf, Essen (Kettwig) und Mettmann zum Landkreis Düsseldorf-Mettmann mit Verwaltungssitz in Düsseldorf. Der Verwaltungssitz wurde 1942 wegen großer Kriegsschäden am Gebäude nach Mettmann verlegt, die Kreissparkasse behielt jedoch ihren Sitz in der Kasernenstraße. Der Geschäftsbetrieb wurde trotz teilweise unbeschreiblicher Zustände während der gesamten Kriegszeit aufrechterhalten.
1951 wurde ein Wettbewerb zur Neugestaltung einer repräsentativen Hauptstelle ausgeschrieben, am 24. Juli 1953 wurde der Neubau eröffnet. Weitere Bauabschnitte wurden bis 1958 fertiggestellt.

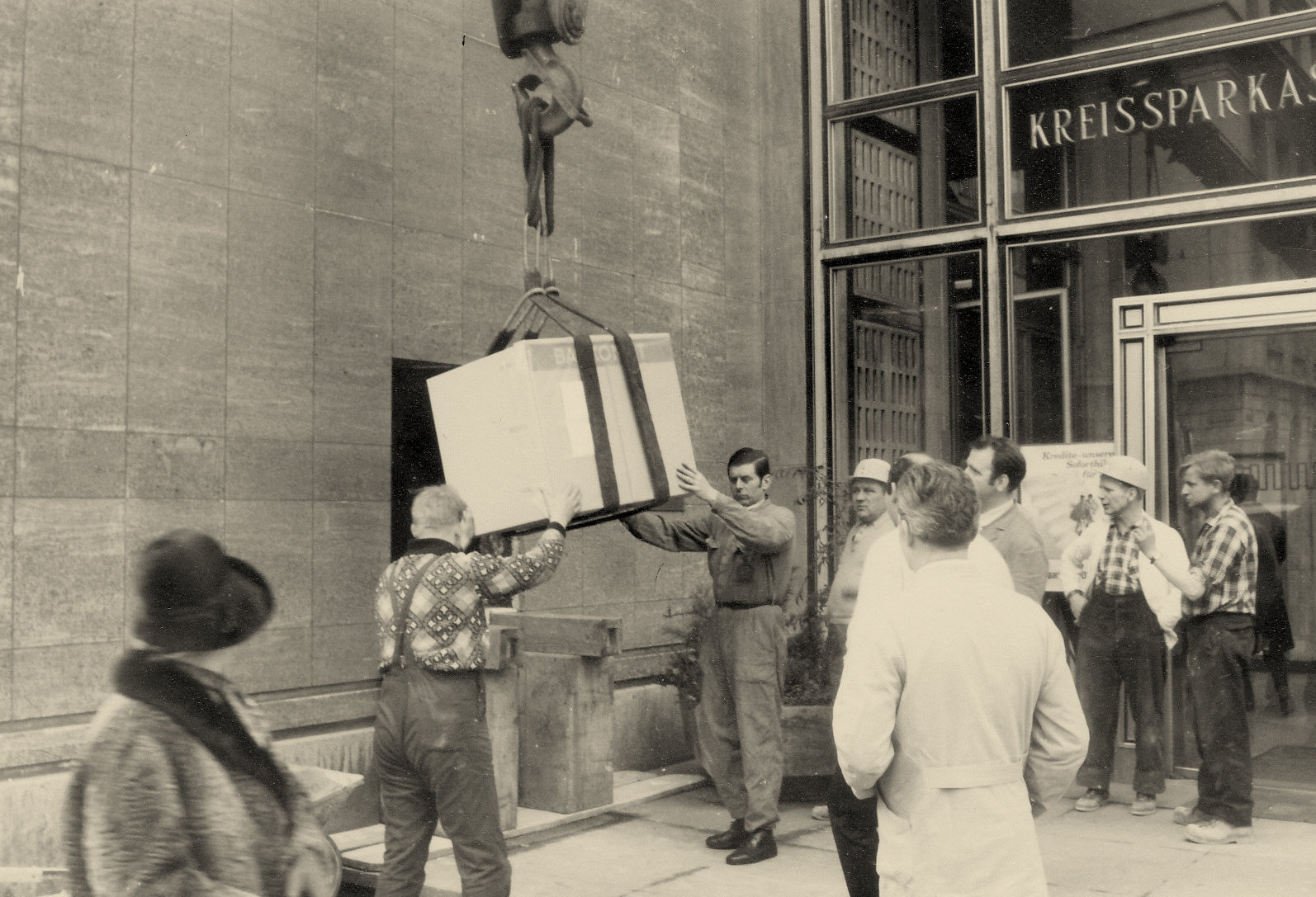
Der erste Bankomat der Kreissparkasse wird aufgestellt

1952 wurden die Amtssparkasse Gruiten sowie die Spar- und Darlehenskasse Angermund unter dem Dach der Kreissparkasse Düsseldorf vereint. Zum 1. April 1955 erfolgte der Zusammenschluss der Städtischen Sparkasse Mettmann und der Kreissparkasse Düsseldorf. Die Bilanzsumme betrug nun nahezu 100 Millionen DM.
1964 wurde die erste Großrechen-Anlage in Betrieb genommen, 1970 wurde der erste Bankomat – ein Vorläufer der heutigen Geldautomaten – an der Kasernenstraße 69 eingebaut.
Die vorerst letzte Gebietsreform in Nordrhein-Westfalen, die kommunale Neugliederung, brachte für das Geschäftsgebiet der Kreissparkasse Düsseldorf gravierende Änderungen mit sich: Vier Geschäftsstellen mussten an andere Sparkassen abgetreten werden.
Am 1. Juli 1981 erfolgte der Zusammenschluss mit der Stadtsparkasse Erkrath.
Weitere Fusionen erfolgten am 31. Dezember 1991 mit der Stadt-Sparkasse Wülfrath und am 1. Januar 2003 mit der Sparkasse der Stadt Heiligenhaus.
Im Zuge der Markensatzung für einen bundesweit einheitlichen Auftritt der Marke „Sparkasse“ erfolgte bis 2011 der schrittweise Wechsel vom Logo in blau-gelben Lettern zum roten Corporate Design.
Im Jahr 2020 verlegte die Kreissparkasse Düsseldorf mehrere Abteilungen von der Landeshauptstadt nach Heiligenhaus, wo heute rund 100 Mitarbeiter beschäftigt sind. 